# La Ghironda
La Ghironda è una rassegna internazionale di arte e cultura popolare nata nel 1995 a Martina Franca con l'intento di attirare l'attenzione di pubblico e turisti verso i luoghi storici della Puglia e favorire l'incontro tra tradizioni, musica e arte di tutto il mondo.

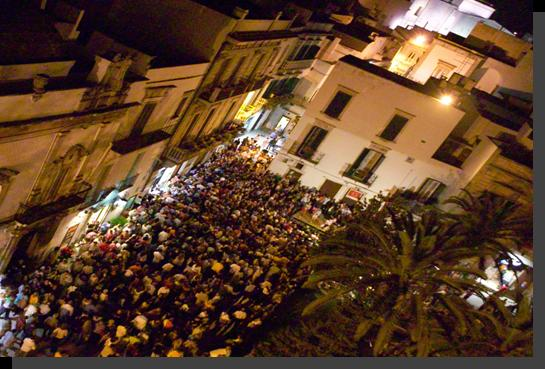
Martina Franca durante il festival

## Storia
Il nome del festival deriva da quello di uno strumento musicale diffuso nel Medioevo, la ghironda, che in sé racchiude l'idea del “girare”, elemento caratterizzante del festival itinerante, e l'idea della musica, concepita come unico linguaggio universale.
Il Festival sin dalla sua prima edizione del 1995 è organizzato dall'associazione culturale "La Ghironda", arrivando col tempo a coinvolgere fino a 14 comuni e portando la durata dell'evento dai 2 giorni della prima edizione fino a 9 giornate di spettacoli.
Nel corso degli anni, hanno partecipato al festival più di 390 artisti e gruppi provenienti da ogni parte del globo con oltre 1.200 spettacoli offerti a 2 milioni gli spettatori.

## Il Festival
Il festival ha carattere multiculturale e multidisciplinare, essendo basato sull'incontro e lo scambio tra le culture di tutto il mondo, insieme con la commistione di generi quali danza, teatro, cabaret e la musica.
Gli spettacoli si svolgono in vicoli, slarghi e piazze dei centri storici dei paesi ospitanti e nel corso degli anni ha toccato Alberobello, Bari, Corato, Castellaneta Marina, Ceglie Messapica, Grottaglie, Francavilla Fontana, Foggia, Martina Franca, Massafra, Monopoli, Taranto, Trani, Otranto.
Tra gli artisti che si sono esibiti al festival figurano Billy Cobham, Angélique Kidjo, Incognito, Marlene Kuntz, Max Gazzè, Maurizio Nazzaro, Naïf Hérin, La Fame di Camilla, Sisters & Daughters of Praise, Earth, Wind & Fire, Pacifico, Lura, Rachelle Ferrell, Dobet Gnahorè, Oscar D'León.
Tra i nomi dal mondo:

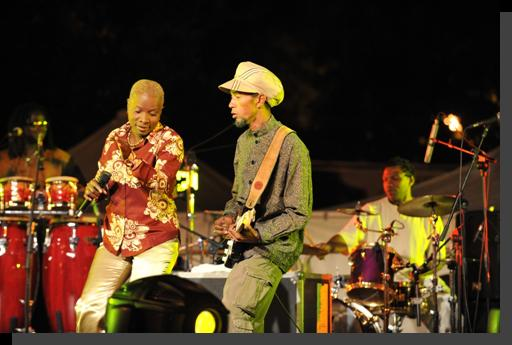
Angelique Kidjo nell'edizione 2009 de La Ghironda

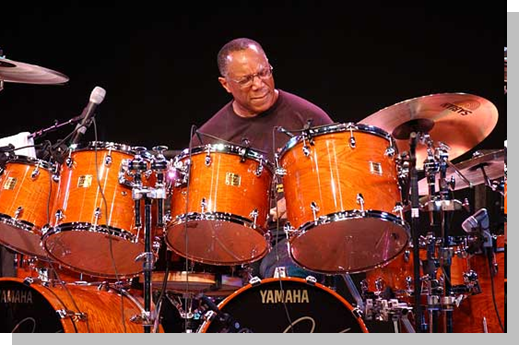
Billy Cobham nell'edizione 2010 de La Ghironda

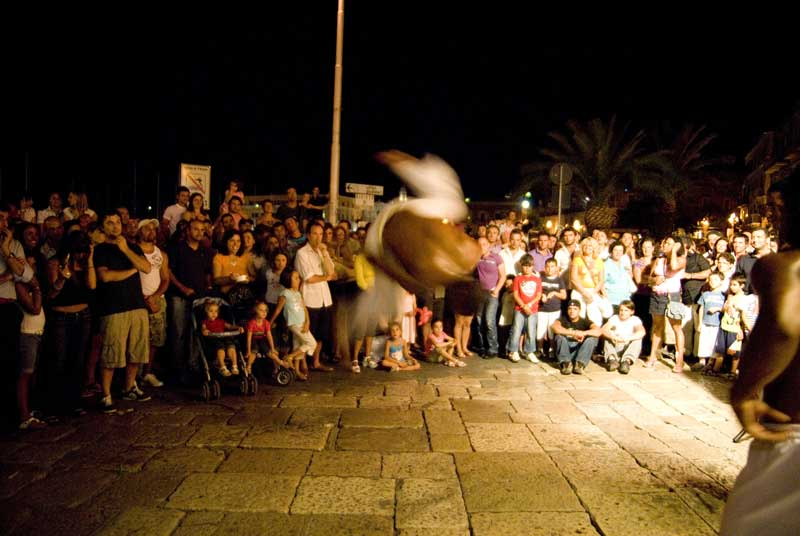
Artisti senegalesi

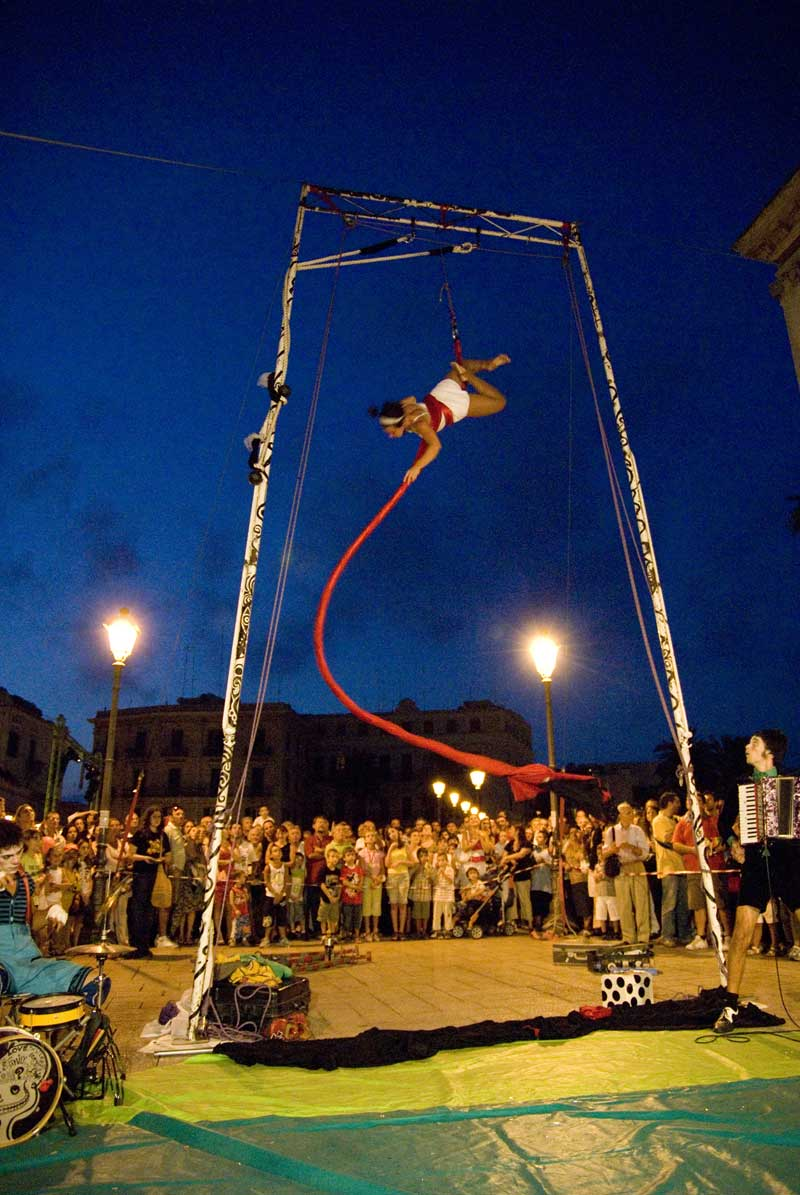
Acrobati a La Ghironda

- Bernard Snyder, one man band dalla Germania;
- Jack Tama Orchestra, percussionisti dalla Costa D'Avorio;
- Sonia Aimy Duo, world music dalla Nigeria;
- Mr. Pejo's Wandering Dolls, teatro con maschere della Russia;
- Hosoo e Transmongolia, musica tradizionale/canti Höömii della Mongolia;
- Sun Sooley, musica reggae dal Senegal;
- Violentango, tango moderno dell'Argentina;
- Zacheo Tolga, tango/jazz/world music dall'Italia e dall'Olanda;
- Yuntamalandra, musica tradizionale carnevalesca dall'Argentina e dall'Uruguay;
- Railroad Bill, musica skiffle del Galles;
- Fanfara Kalashnikov, musica balcanica dai Paesi Balcanici;
- La Banda di Piazza Caricamento, world music da Africa, Europa, America e Asia;
- The Fabulous Boogie Boys, swing e rock'n'roll anni '50 dall'Inghilterra;
- Tribal Percussion, percussionisti dal Senegal;
- Alessandra Caselli, attrice di teatro italiana;
- Arakne Mediterranea, canti e danze del Salento;
- Menamenamò, band composta da 21 musicisti di pizzica;
- Contrabbanda, 27 fiati dell'Accademia Napoletana;
- Renato Curci, mimo e attore di Bari;
- Eddie Hawkins, cantante gospel dagli Stati Uniti;
- Milk&Stout, musicisti folk dall'Irlanda;
- Mamuthones, gruppo storico della tradizione etnica sarda;
- Milon Mela, con musica, arti marziali e danza del fuoco dall'India;
- Nikola Diklic Duo, chitarristi gitani serbi;
- Amorosi Duo, coppia di musicisti croati;
- Otanazetra Orquestra, samba dal Brasile;
- Four for Tango, quartetto di strumentisti e ballerini dall'Argentina;
- Doris cuban sound, son cubano;
- Antony Trahair, giocoliere dall'Inghilterra;
- Laudari, folk dall'Irlanda;
- Duo Resonante, musicisti dalla Danimarca;
- Kankobà, percussionisti del Senegal;
- Trio Araguaney, Venezuela;
- Theaker Von Ziarno, acrobata trapezista dalla Nuova Zelanda;
- Leopardman, giocoliere dall'Australia;
- Romuald Poplonky, one man band dalla Polonia;
- Zeduardo Martins, musica brasiliana;
- Gnawa sidi Mimoun, musica del Marocco;
- Los del Paraguay, musica folk del sud America;
- Rocky Lawrence, blues dagli Usa;
- Daniel Oldaker, cabarettista mimo e acrobata di Melbourne in Australia;
- Tova Snyder, pittrice e muralista dagli USA;
- Mass ‘Ndiaye, Senegal;
- Hosoo, musicisti dalla Mongolia;
- !Mahw, musicisti dalla Germania;
- Eduardo Lopes e il Teatro Dal Molin, marionette a filo dal Brasile;
- Armando Andreoli, Argentina;
- Tamae, Madagascar;
- Yardbird sax, Italia;
- Adesa, acrobati e percussionisti del Ghana;
- Street Rats, duo dalla Svizzera e dal Lussemburgo;
- Denise Serge Kiminu e Rolando Armel Nzonzi, suonatori di djembe e malonga vibi ntaba dal Congo;
- Biancorino, clown dal Brasile;
- Trio Emilio Tolga, dall'Olanda;
- Jean Marie Olive, organetti dalla Francia;
- Road 6 sax, quartetto dall'Ungheria;
- Ruach, dalla Polonia;
- Keita, Balafon dal Mali;
- Circo Columpio, acrobati da Francia e Spagna;
- Giocoleria Cosmic Sausages, musica comica dall'Inghilterra;
- Duo Minsk, musica classica e folk slavo dalla Bielorussia;
- Les Misusumbi, percussioni, canto e danza dal Congo;
- Nazarenes, reggae da Etiopia e Svezia;
- Rafael Teixido, teatro di burattini dall'Argentina;
- Raillroad Bill, musica skiffle dal Galles;
- Ray Mundo, teatro d'ombra dalla Francia;
- Sonics, trapezismo e tessuti dall'Italia;
- Tatiana Zakharova Trio, musica da Russia e Argentina;
- Voyagerics, folk canadese;
- Wadumbah Aboriginal Dance Group, musica e danze aborigene dall'Australia;
- Sjlaba, danzatori polacchi;
- Naat Beliot e la Kocani Orchestra, Macedonia;
- Ben's Belinga e il suo Quartet, Camerun;
- Sen Maru e Shusen, giocolieri dal Giappone;
- Pianotaimnent, pianista dalla Germania;
- Afro Jambo Acrobats, circo africano dal Kenya;
- Basketballjones, giocoleria e fuoco della Nuova Zelanda;
- Capoeira Akè, musica e ballo dal Brasile;
- Maria Carvalho, musica fado dal Portogallo;
- Guarapo, salsa Messico/Cuba/Germania;
- Top Shelf Jazz, swing anni '30 e tip tap, Regno Unito/Australia;
- Jean Marie Olive, musica popolare francese;
- Monaci Tibetani di Sera JE, musica e danza tibetana;
- Tolga Trio, trio jazz dall'Argentina, dalla Spagna e dall'Olanda.